# Prisoner of War Medal

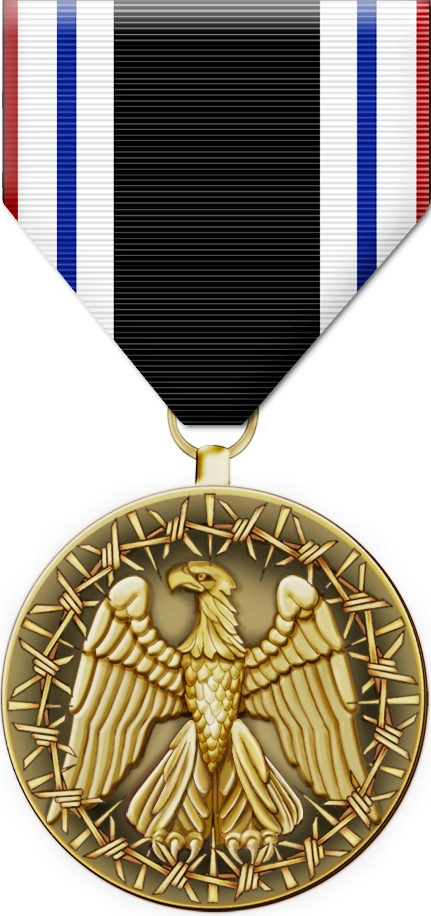
Prisoner of War Medal

Medalia Prisoner of War Medal este o decorație militară a SUA.
Această medalie se acordă personalului militar, cetățenilor SUA și civililor străini care au fost prizonieri a unui inamic a SUA după 5 aprilie 1917 (data la care Statele Unite ale Americii a intrat în  Primul Război Mondial a fost 5 aprilie 1917). 
Acordarea medaliei a fost autorizată de Congresul Statelor Unite ale Americii și semnat de președintele SUA Ronald Reagan la 8 noiembrie 1985.

## Decorați cunoscuți
Bud Day
John McCain
James Stockdale
Lloyd Bucher
Dieter Dengler